# Efrem Zimbalist
Efrem Zimbalist (in russo Ефре́м Алекса́ндрович Цимбали́ст ?, Efrém Aleksándrovič Cimbalíst; Rostov sul Don, 9 aprile 1890 – Reno, 22 febbraio 1985) è stato un violinista, compositore e direttore d'orchestra russo naturalizzato statunitense.

## Biografia

### Infanzia e adolescenza
Zimbalist nacque nel sud-ovest della Russia nella città di Rostov sul Don (Rostov-na-Donu), figlio degli ebrei Maria Litvinoff e Aron Zimbalist, di professione direttore d'orchestra. All'età di nove anni, Efrem era già primo violino nell'orchestra del padre. A dodici anni entrò nel conservatorio di San Pietroburgo e studiò con Leopold Auer. Si diplomò al conservatorio di San Pietroburgo nel 1907 vincendo la medaglia d'oro al concorso Rubenstein Prize, ed all'età di ventuno anni era già considerato uno dei più grandi violinisti del mondo.

### Carriera
Dopo aver conseguito il diploma, debuttò a Berlino (suonando il concerto di Brahms) ed a Londra nel 1907, per poi andare negli Stati Uniti dove nel 1911 esordì con la Boston Symphony Orchestra. Si stabilì quindi negli Stati Uniti ed ivi divenne famoso per l'interpretazione di musica antica. Nel 1928, Zimbalist iniziò ad insegnare al Curtis Institute of Music di Filadelfia. Fu quindi direttore della scuola dal 1941 al 1968. Fra i suoi allievi più famosi si ricordano Oscar Shumsky, Felix Slatkin, Shmuel Ashkenasi e Hidetaro Suzuki.
Si ritirò dalle scene nel 1949, ma ritornò nel 1952 per l'esecuzione della prima mondiale del Concerto per violino di Gian Carlo Menotti, a lui dedicato. Si ritirò definitivamente nel 1955. Continuò comunque la sua attività di direttore della scuola di Filadelfia e fu componente della giuria al concorso internazionale di violino International Tchaikovsky Competition nel 1962 e nel 1966.

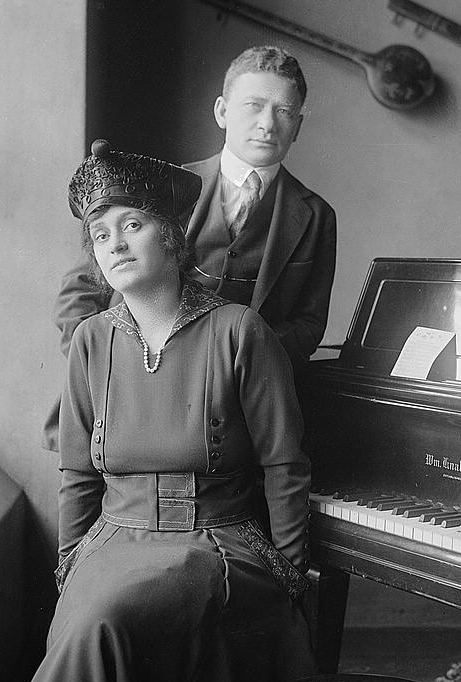
Efrem Zimbalist con Alma Gluck

Fra le sue composizioni più importanti vi sono un concerto per violino, la American Rhapsody ed il poema sinfonico Daphnis and Chloe. Compose anche un'opera, Landara, che venne eseguita in prima mondiale a Filadelfia nel 1956.

### Vita privata
Sposò il famoso soprano Alma Gluck, che seguì in numerose tournée, e che morì nel 1938. Nel 1943, dopo cinque anni di vedovanza, sposò la fondatrice della scuola, Mary Louise Curtis Bok, figlia dell'editore Cyrus Curtis, di quattordici anni più anziana.
Morì nel 1985, all'età di 94 anni. Ebbe un figlio con Alma, Efrem Zimbalist Jr., che così come la nipote, Stephanie Zimbalist, divenne un popolare attore.